# Deportivo Maldonado
Der Club Deportivo Maldonado (Spitznamen El Depor, Verdirojo) ist ein Fußballverein aus der im Departamento Maldonado gelegenen gleichnamigen Stadt Maldonado im Süden Uruguays. Die Fußballmannschaft des Vereins spielt in der Saison 2016 in der zweithöchsten uruguayischen Spielklasse, der Segunda División.

## Geschichte
Der Verein wurde am 25. August 1928 gegründet. Bislang gewann Maldonado neunmal die Meisterschaft der Liga Capital del Fùtbol de Maldonado (1952, 1960, 1961, 1969, 1974, 1977, 1980, 1987, 1992). Im Jahr 1995 spielte man erstmals im uruguayischen Profifußball und gehörte dort bis zum Aufstieg im Jahre 1998 der Segunda División an. In jenem Jahr hatte man den dritten Platz der Segunda División belegt und verlor zunächst das Finale des Aufstiegs-Play-off. Nach Antragsstellung beim Verband wurde Maldonado jedoch, gemeinsam mit den beiden weiteren Vereinen Tacuarembó FC und Atlético Bella Vista (später umbenannt in Paysandú Bella Vista), im Zuge einer Ligaaufstockung per Lizenzerteilung doch noch die Startberechtigung in der Ersten Liga zur Folgesaison erteilt. Ab 1999 gehörte Maldonado sechs Spielzeiten lang der Primera División, der höchsten uruguayischen Spielklasse, an. Beste Saisonplatzierung waren dabei jeweils zwei neunte Plätze in den Abschlusstabellen der Jahre 2002 und 2003. Nach einem 18. Tabellenrang am Ende des Torneo Clasificatorio 2004 stieg man in die Segunda División ab. Der 2. Liga Uruguays gehört Deportivo Maldonado seither ununterbrochen an. Im Jahr 2006 nahm die Mannschaft allerdings nicht am Spielbetrieb teil. Die beste Saisonplatzierung in der Zweitligazugehörigkeit nach dem Erstligaabstieg erzielte man zum Abschluss der Spielzeit 2010/11, als man mit Belegung des 5. Platzes die Aufstiegs-Play-off-Runde erreichte. Dort scheiterte man aber bereits im Halbfinale an Boston River.

## Saisonbilanzen
| Saison                          | Platz     | Punkte | Tore  |
| ------------------------------- | --------- | ------ | ----- |
| 1999                            | 10. Platz | 30     | 39:54 |
| 2000                            | 11. Platz | 36     | 42:59 |
| Torneo Permanencia 2001         | 14. Platz | 34     | 31:48 |
| Torneo Clasificatorio 2002      | 9. Platz  | 24     | 31:22 |
| 2003                            | 9. Platz  | 51     | 40:40 |
| Clasificatorio 2004             | 18. Platz | 11     | 12:23 |
| 2005                            | 13. Platz | 23     | 21:38 |
| 2006                            | -. Platz  | -      | -     |
| 2006/07                         | 6. Platz  | 40     | 37:28 |
| 2007/08                         | 14. Platz | 32     | 41:54 |
| 2008/09                         | 6. Platz  | 43     | 41:40 |
| 2009/10                         | 9. Platz  | 27     | 26:29 |
| 2010/11                         | 5. Platz  | 37     | 24:17 |
| rot unterlegt: Segunda División |           |        |       |

| Saison                          | Platz     | Punkte | Tore  |
| ------------------------------- | --------- | ------ | ----- |
| 2011/12                         | 11. Platz | 28     | 27:30 |
| 2012/13                         | 11. Platz | 26     | 25:33 |
| 2013/14                         | 3. Platz  | 41     | 30:28 |
| 2014/15                         | 12. Platz | 31     | 27:43 |
| 2015/16                         | 4. Platz  | 34     | 35:28 |
| 2016                            | 5. Platz  | 18     | 18:15 |
| rot unterlegt: Segunda División |           |        |       |

## Sonstiges
Bezüglich des Klubs aus Maldonado existieren Anschuldigungen, dass der Verein eine Mittlerfunktion für Third-Party-Ownership-Investoren (TPO) einnehme, um die Steuerlast von Anlegern, die eigene Spielerrechte besitzen, zu minimieren. Talentierte Spieler aus den höchsten südamerikanischen Spielklassen sollen verpflichtet und unmittelbar an größere Vereine verliehen oder verkauft worden sein (ohne das diese Spieler auch nur einmal für Deportivo Maldonado auflaufen).

## Allgemeines
Der Sitz des Vereins befindet sich in der Avenida España 693 in Maldonado. Die Heimspiele der Mannschaft werden im 22.000 Zuschauer fassenden Estadio Domingo Burgueño ausgetragen.

## Trainer
- 1999 bis Juni 2001: Eduardo Acevedo
- bis 2003: Antonio Alzamendi
- ab 1. Februar 2009 bis ?: Julio Fuentes, (Co-Trainer: Juan Morán)[26]
- ab August 2010[27][28] bis 2012: Julio Ribas
- mindestens seit März 2014: Patricio D’Amico[29]
- Juli 2015 bis Juli 2016: Edgardo Arias[30]
- seit Juli 2016: Nelson Abeijón

## Ehemalige Spieler
- Luciano Abelenda
- Junior Aliberti
- Juan José Borrelli
- Jorge Cazulo
- Marcelo Estigarribia
- Gabriel García
- Diego Guastavino
- Carlos Marcora
- Carlos Nicola
- Martín Sebastián Rivas
- Edson Uribe
- Miguel Ximénez

## Ehemalige Präsidenten
- Darwin Camblor